# City of Bayswater
Bayswater är en region i Australien. Den ligger i delstaten Western Australia, nära delstatshuvudstaden Perth. Antalet invånare är 69 493.
Följande samhällen finns i Bayswater:
- Maylands
- Bedford
- Embleton

Runt Bayswater är det i huvudsak tätbebyggt. Runt Bayswater är det tätbefolkat, med 982 invånare per kvadratkilometer. Genomsnittlig årsnederbörd är 820 millimeter. Den regnigaste månaden är juli, med i genomsnitt 142 mm nederbörd, och den torraste är januari, med 11 mm nederbörd.